# La scialuppa di salvataggio - Cannibalismo
La scialuppa di salvataggio - Cannibalismo (Lifeboat sketch) è uno sketch del Monty Python's Flying Circus trasmesso nella tredicesima puntata della seconda serie e compare anche nell'album Another Monty Python Record.
È una satira sul cannibalismo.

## Lo sketch
Lo sketch inizia con cinque naufraghi su una scialuppa. Il primo naufrago (Michael Palin) dice che non c'è ancora niente terra in vista e chiede al secondo naufrago (Graham Chapman) "Quanto è lungo?". Il secondo naufrago risponde che "è una domanda un po' personale" e il primo naufrago lo rimprovera dicendogli che stava chiedendo da quanto tempo sono nella scialuppa, e lo sketch ricomincia dall'inizio.
Il primo naufrago chiede da quanto tempo sono nella scialuppa, il secondo gli risponde che sono passati trentatré giorni e che non crede che possano resistere ancora e che è da cinque giorni che non mangiano. Il terzo naufrago (Eric Idle), dalla disperazione, dice che non ce la possono fare. Il primo naufro lo zittisce e dice di sperare che qualcuno li salvi. Il quarto naufrago (Terry Jones) chiede al quinto naufrago (John Cleese) come sta e quest'ultimo risponde che non si sente bene e che l'unica possibilità di sopravvivere è quella di mangiarlo. Il secondo naufrago e gli altri naufraghi si disgustano perché il quinto naufrago ha una gamba ferita e quest'ultimo gli dice che non è necessario che mangino anche la gamba. Il terzo naufrago dice che non è solo per la gamba, ma è perché preferisce mangiarsi il quarto naufrago e quest'ultimo accetta di essere mangiato. Il primo naufrago però si rifiuta di mangiarlo (giustificandosi che "non è puro") e dice che preferirebbe mangiarsi il secondo naufrago. Quest'ultimo accetta e tutti e cinque si mettono d'accordo: chi vuole si mangi il quarto naufrago , poi il primo naufrago può mangiarsi la gamba del secondo naufrago e poi tutti si mangiano il quinto naufrago e poi si mangiano il resto del quarto naufrago. Alla fine tutti accettano e chiamano una cameriera (Carol Cleveland) che prende le ordinazioni, ma dal pubblico si sentono fischi di disapprovazione e lo sketch finisce.
Dopo un breve cortometraggio animato di Terry Gilliam, lo sketch segue Lo sketch delle pompe funebri.